# نايجل ديفيز
نايجل ديفيز Nigel Davies (ولد في 31 يوليو 1960 في ساوثبورت) لاعب شطرنج إنجليزي يحمل لقب أستاذ كبير.

## نشاط
- وهو أيضاً مدرب وكاتب شطرنج.

## إنجازات
- فاز ببطولة بريطانيا للشطرنج تحت 21 سنة عام 1979.
- فاز ببطولة بريطانيا للشطرنج السريع عام 1987.

## تصنيف
- بلغ تصنيف إيلو خاصته 2494 نقطة في يناير 2018.

1. ↑  الاتحاد الدولي للشطرنج (2015)، Transfers to another chess federation in 2015، QID:Q112190889
2. ↑  الاتحاد الدولي للشطرنج (2022)، Transfers to another chess federation in 2022، QID:Q112084276